# Aszer Barasz
Aszer Barasz (ur. 16 marca 1889 w Łopatynie, zm. 4 czerwca 1952) – żydowski pisarz i nauczyciel.

## Życiorys
Urodzony w Łopatynie we wschodniej Galicji. Syn Naftalego Herca Barasza. Otrzymał tradycyjne żydowskie wykształcenie w chederze i bet midraszu oraz wykształcenie w polskiej szkole państwowej. Angażował się w działalność ruchów syjonistycznych.
Już jako młodzieniec Barasz tworzył poezję, opowieści i sztuki w językach hebrajskim, jidysz, niemieckim i polskim. W wieku 16 lat opuścił dom i wędrował po Galicji pisząc w latach 1906–1912 do lwowskiej gazety „Togblat” i innych gazet piszących w języku jidysz. W tym okresie wydał tomik poezji „Sifrut”, a także „Tenaim” (1910) i „Maitah” (1912). Swoje doświadczenia z tego okresu opisał w „Masa be-harim”, „Prike Rodorfer”, „Temunot mi-bet mivshal hashekhar”. „Eleh ezkerah” – wspomnienia z dzieciństwa z Galicji. „Yehudi mi-tsarah nehelats”, „Ahavah zarah” pokazują doświadczenia jego pokolenia w Galicji i Polsce przedstawione w relacjach pomiędzy Żydami i innowiercami a także pomiędzy samymi Żydami.
W 1914 roku przeniósł się do Palestyny i zamieszkał w Tel Awiwie, gdzie pisał i nauczał języka hebrajskiego i literatury. Jego pierwsza antologia „Temol” zawierała poezję napisaną przed i po jego przenosinach a także tłumaczenia. Podczas wojny wyzwoleńczej został deportowany do Hajfy. Pomiędzy 1922 a 1928 rokiem założył i redagował dziennik literacki i krytyki literackiej „Hedim” wraz z pisarzem Ya’akovem Rabinowitzem. W późniejszym okresie był prezydentem Żydowskiej Unii Pisarzy.
Inicjował i aktywnie brał udział w innych wydarzeniach literackich jako redaktor, wydawca, tłumacz i pisarz dziecięcy. W swoich pracach przedstawiał pogląd, że literatura powstająca w Izraelu musi być otwarta na wpływy zewnętrzne, aby zapewnić, że takie piśmiennictwo reprezentuje wspólną twórczość narodu żydowskiego w Izraelu i w diasporze.
Zmarł 4 czerwca 1952 roku. Pochowany został na cmentarzu Trumpeldor.

## Styl
Według Yosefa Ewena  „Świat, jaki Barasz przedstawił w prozie charakteryzuje się napięciem pomiędzy ideałem a tragedią. Na powierzchni to panujące realia, pojawiają się spokój i harmonia, natomiast głębiej opisuje przerażające i nie do zniesienia sytuacje. Jego umiarkowany styl, który jest czysty i klarowny, ukrywa jednak  demoniczne okoliczności. W swojej fikcji przedstawia charakterystyczną drogę wzorców od doskonałości po dewastację. Procesy destrukcyjne rozwijają się wraz z artykulacją napięć, które panują pomiędzy tymi spokojnymi, wytworzonymi na zewnątrz, po burzliwe, leżące w głębi przepaści. Pozornie idealny świat, który po raz pierwszy pojawił się w jego powieści powoli pękał, kruszył się, a następnie zniszczył. Podobny wzorzec można ujrzeć między innymi w życiu rodzinnym. Wielu bohaterów literackich łatwo można utożsamić z samym Baraszem, jako jego ucznia, nauczyciela, początkującego pisarza w Galicji (szczególnie we Lwowie).”

## Twórczość
- Min ha-Migrash – pierwsza długa opowieść, (1910)
- Torat ha-Sifrut – pierwsza hebrajska systematyczna[1] „Teoria literatury” (1931)
- Ke-Ir Nezura (Jak oblężone miasto)
- Ish u-Veito Nimhu (Człowiek i jego utracony dom, 1934)
- Gannanim (Ogrodnicy, 1938)
- Mul sha'ar ha-Shamayim (Przed wrotami niebios, 1924)
- Ha-Nishar be-Toledo (Ostatni z Toledo, 1944)
- Ahim (Bracia, 1911)
- Temunot mi-Beit Mivshal ha-Shekar (Scenki z browaru, 1915-1928)
- Ammud ha-Esh (Kolumna ognia, 1936)
- Ahavah Zara (Obca miłość, 1930-1938)[4]